# 2010-es Tour of California
A 2010-es Tour of California az 5. kaliforniai kerékpáros körverseny 2006-óta. 2010. május 16-án kezdődött az Egyesült Államokban, Nevada City-ben és május 23-án ért véget Thousand Oaks-ba. A verseny az UCI America Tour része volt. Az összetettet az ausztrál Michael Rogers nyerte meg. Második helyen az amerikai David Zabriskie végzett, míg harmadik a szintén amerikai Levi Leipheimer lett.

## Részt vevő csapatok
16 csapat vett részt a versenyen: 7 ProTour csapat, 2 profi kontinentális és 7 kontinentális:
- Garmin–Transitions
- Liquigas–Doimo
- Quick Step
- Rabobank
- Team HTC–Columbia
- Team RadioShack
- Team Saxo Bank
- BMC Racing Team
- Cervélo TestTeam
- Bissell
- Fly V Australia
- Jelly Belly-Kenda
- Kelly Benefit Strategies
- Spidertech Powered By Planet Energy
- Team Type 1
- UnitedHealthcare Presented by Maxxis

## Szakaszok
2010-ben a verseny 8 szakaszból állt.
| Szakasz | Dátum     | Útvonal                       | Hossz               | Győztes           |
| ------- | --------- | ----------------------------- | ------------------- | ----------------- |
| 1.      | május 16. | Nevada City - Sacramento      | 167,7 km (104,2 mi) | Mark Cavendish    |
| 2.      | május 17. | Davis - Santa Rosa            | 176,2 km (109,5 mi) | Brett Lancaster   |
| 3.      | május 18. | San Francisco - Santa Cruz    | 182,8 km (113,3 mi) | David Zabriskie   |
| 4.      | május 19. | San Jose - Modesto            | 195,5 km (121,5 mi) | Francesco Chicchi |
| 5.      | május 20. | Visalia - Bakersfield         | 195,5 km (121,5 mi) | Peter Sagan       |
| 6.      | május 21. | Palmdale - Big Bear Lake      | 217,7 km (135,3 mi) | Peter Sagan       |
| 7.      | május 22. | Los Angeles-i egyéni időfutam | 33,6 km (20,9 mi)   | Tony Martin       |
| 8.      | május 23. | Thousand Oaks-i körverseny    | 134,3 km (83,5 mi)  | Ryder Hesjedal    |

## Végeredmény
| \| Összetett verseny \| Összetett verseny \| Összetett verseny \| Összetett verseny \| Összetett verseny \| \| Versenyző \| Versenyző \| Csapat \| Idő \| \| \| ----------------- \| ----------------- \| ----------------------- \| ----------------- \| ----------------- \| \| 1. \| Michael Rogers \| HTC-Columbia \| 33 óra 08 p 30 mp \| \| \| 2. \| David Zabriskie \| Garmin-Transitions \| + 9 mp \| \| \| 3. \| Levi Leipheimer \| Team RadioShack \| + 25 mp \| \| \| 4. \| Chris Horner \| Team RadioShack \| + 1 p 04 mp \| \| \| 5. \| Ryder Hesjedal \| Garmin-Transitions \| + 1 p 08 mp \| \| \| 6. \| Jens Voigt \| Saxo Bank \| + 1 p 44 mp \| \| \| 7. \| Rory Sutherland \| UnitedHealthcare-Maxxis \| + 1 p 58 mp \| \| \| 8. \| Peter Sagan \| Liquigas-Doimo \| + 2 p 06 mp \| \| \| 9. \| Janez Brajkovič \| Team RadioShack \| + 2 p 42 mp \| \| \| 10. \| Phil Zajicek \| Fly V Australia \| + 3 p 21 mp \| \| |                 |                         |                   |
| |                 |                         |                   |
| |                 |                         |                   |
| Összetett verseny |                 |                         |                   |
| Versenyző | Versenyző       | Csapat                  | Idő               |
| 1. | Michael Rogers  | HTC-Columbia            | 33 óra 08 p 30 mp |
| 2. | David Zabriskie | Garmin-Transitions      | + 9 mp            |
| 3. | Levi Leipheimer | Team RadioShack         | + 25 mp           |
| 4. | Chris Horner    | Team RadioShack         | + 1 p 04 mp       |
| 5. | Ryder Hesjedal  | Garmin-Transitions      | + 1 p 08 mp       |
| 6. | Jens Voigt      | Saxo Bank               | + 1 p 44 mp       |
| 7. | Rory Sutherland | UnitedHealthcare-Maxxis | + 1 p 58 mp       |
| 8. | Peter Sagan     | Liquigas-Doimo          | + 2 p 06 mp       |
| 9. | Janez Brajkovič | Team RadioShack         | + 2 p 42 mp       |
| 10. | Phil Zajicek    | Fly V Australia         | + 3 p 21 mp       |

## Összegzés
| Szakasz (nyertese)             | Összetett verseny · | Fiatal versenyzők versenye · | Hegyi pontverseny · | Pontverseny ·   | Legbátrabb versenyző · | Csapatverseny      |
| ------------------------------ | ------------------- | ---------------------------- | ------------------- | --------------- | ---------------------- | ------------------ |
| 1. szakasz (Mark Cavendish)    | Mark Cavendish      | Alexander Kristoff           | Paul Mach           | Mark Cavendish  | Maarten Tjallingii     | Team HTC–Columbia  |
| 2. szakasz (Brett Lancaster)   | Brett Lancaster     | Peter Sagan                  | Thomas Rabou        | Brett Lancaster | Thomas Rabou           | UnitedHealthcare   |
| 3. szakasz (David Zabriskie)   | David Zabriskie     | Peter Sagan                  | Thomas Rabou        | Mark Cavendish  | Will Routley           | Team RadioShack    |
| 4. szakasz (Francesco Chicchi) | David Zabriskie     | Peter Sagan                  | Ryan Anderson       | Mark Cavendish  | Lars Boom              | Team RadioShack    |
| 5. szakasz (Peter Sagan)       | Michael Rogers      | Peter Sagan                  | Ryan Anderson       | Peter Sagan     | Ben Day                | Team RadioShack    |
| 6. szakasz (Peter Sagan)       | Michael Rogers      | Peter Sagan                  | Thomas Rabou        | Peter Sagan     | George Hincapie        | Team RadioShack    |
| 7. szakasz (Tony Martin)       | Michael Rogers      | Peter Sagan                  | Thomas Rabou        | Peter Sagan     | Tony Martin            | Garmin–Transitions |
| 8. szakasz (Ryder Hesjedal)    | Michael Rogers      | Peter Sagan                  | Thomas Rabou        | Peter Sagan     | Jaroszlav Popovics     | Garmin–Transitions |
| Végeredmény                    | Michael Rogers      | Peter Sagan                  | Thomas Rabou        | Peter Sagan     | n/a                    | Garmin–Transitions |

## Fordítás
Ez a szócikk részben vagy egészben  a(z)   2010 Tour of California című angol Wikipédia-szócikk ezen változatának fordításán alapul.  Az eredeti cikk szerkesztőit annak laptörténete sorolja fel. Ez a jelzés csupán a megfogalmazás eredetét és a szerzői jogokat jelzi, nem szolgál a cikkben szereplő információk forrásmegjelöléseként.